# شركة توهوكو للطاقة الكهربائية
شركة توهوكو للطاقة الكهربائية (باليابانية: 東北電力株式会社 توهوكو دينريوكو كابوشكي كايشا) هي شركة خدمات الكهرباء والتي تغطي منطقة خدمة توهوكو، ومحافظة نييغاتا بمجموع يصل إلى 7.6 مليون نسمة في نطاق الخدمة. يقع مقر الشركة في سنداي، مياغي.
تعتبر شركة توهوكو للطاقة الكهربائية رابع أكبر شركة كهرباء في اليابان من حيث قيمة العوائد بعد شركة طوكيو للطاقة الكهربائية، وشركة كانساي للطاقة الكهربائية، وشركة تشوبو للطاقة الكهربائية.

## وصلات خارجية
- الموقع الرسمي للشركة